# Baumgarten (Gemeinde Eberstein)
Baumgarten ist eine Ortschaft in der Gemeinde Eberstein im Bezirk Sankt Veit an der Glan in Kärnten (Österreich). Die Ortschaft hat 12 Einwohner (Stand 1. Jänner 2024).

## Lage
Die Ortschaft liegt im Osten des Bezirks Sankt Veit an der Glan, linksseitig im Görtschitztal, an den westlichen Hängen der Saualpe, auf dem Gebiet der Katastralgemeinde Baumgarten.
In der Ortschaft werden folgende Hofnamen geführt: Dreissig (Nr. 1), Jakl (Nr. 2) und Zimmermann (Nr. 4).

## Geschichte
Auf dem Gebiet der Steuergemeinde Baumgarten liegend, gehörte der Ort in der ersten Hälfte des 19. Jahrhunderts zum Steuerbezirk Eberstein. Bei Gründung der Ortsgemeinden im Zuge der Reformen nach der Revolution 1848/49 kam Baumgarten an die Gemeinde Eberstein.

## Bevölkerungsentwicklung
Für die Ortschaft ermittelte man folgende Einwohnerzahlen:
- 1849: 136 Einwohner[2]
- 1869: 5 Häuser, 43 Einwohner[3]
- 1880: 5 Häuser, 35 Einwohner[4]
- 1890: 5 Häuser, 41 Einwohner[5]
- 1900: 6 Häuser, 32 Einwohner[6]
- 1910: 6 Häuser, 50 Einwohner[7]
- 1923: 6 Häuser, 44 Einwohner[8]
- 1934: 31 Einwohner[9]
- 1961: 4 Häuser, 19 Einwohner[10]
- 2001: 4 Gebäude (davon 3 mit Hauptwohnsitz) mit 4 Wohnungen; 17 Einwohner und 1 Nebenwohnsitzfall; 3 Haushalte; 0 Arbeitsstätten, 1 land- und forstwirtschaftlicher Betrieb[11]
- 2011: 4 Gebäude, 12 Einwohner, 3 Haushalte, 0 Arbeitsstätten[12]
- 2021: 4 Gebäude, 10 Einwohner, 3 Haushalte, 2 Arbeitsstätten[13]